# يوهان كارل فريدريش زولنر
يوهان كارل فريدريش زولنر (بالألمانية: Karl Friedrich Zöllner)‏ (و. 1834 – 1882 م) هو عالم فلك، وعالم فيزياء فلكية، وفيزيائي، وأستاذ جامعي من ألمانيا . ولد في برلين .
توفي في لايبزيغ، عن عمر يناهز 48 عاماً.

## التعليم
تعلم في جامعة هومبولت في برلين

## مناصب وهيئات
أدار جامعة لايبتزغ.